# 8456 Davegriep
A 8456 Davegriep (ideiglenes jelöléssel (8456) 1981 EJ7) a Naprendszer kisbolygóövében található aszteroida. Schelte J. Bus fedezte fel 1981. március 1-jén.